# KGM Musso
KGM Musso (Musso — рус. носорог) — среднеразмерный рамный внедорожник производившийся в Южной Корее компанией SsangYong с 1993 по 2005 год. С 2018 года производится SsangYong Musso Pick-up, так же у Musso есть более премиальный вариант - Musso Grand, который с 2023 года называется KGM Musso Pick-up.А до 2018 - SsangYong Musso

## Musso SUV
Первые модели, выпущенные в 1993 году, оснащались бензиновым или дизельным двигателем, производимыми по лицензии Mercedes-Benz, что характеризует двигатели, как надёжные. По утверждению завода-изготовителя, 3,2-литровый бензиновый двигатель способен без капитального ремонта проходить 1 млн км. К 2008 году от немецкого дизельного двигателя отказались, из-за установленных в Корее экологических норм. Внедорожник комплектуется 4-ступенчатой автоматической коробкой передач от Mercedes-Benz либо BTRA (Австралия) — обе отличаются высокой надёжностью, а также 5-ступенчатой механической коробкой передач Т5 TREMEC (бывший Borg Warner).
Дизайн машины был спроектирован Кеном Гринли и потому имел вполне стильный европейский вид, пользовавшийся популярностью. В 1994 и 1996 годах машина получала награду Auto Design Award на автошоу в Бирмингеме в Великобритании.
Хорошо известный из-за своих внедорожных способностей, Musso занял первое место на ралли Pharaohs Rally в Египте среди вседорожников в октябре 1994. Однако в России, как внедорожник, он славы не снискал. Здесь сказались низкий клиренс, недостаточная коррозионная стойкость кузова и недостаточная надёжность слишком мягкой подвески.
Musso рассчитан на 5 человек, но встречались также и 7-местные варианты. Если потребуется, то в 5-местном Musso можно разложить складные металлические скамейки, увеличив тем самым число мест для пассажиров до 10.

Модель выпускалась в Иране корпорацией Iran Khodro, под именем Moratab.

## Mercedes-Benz Musso
Так как SsangYong имел общие технологии с Mercedes-Benz, Musso было принято продавать на некоторых рынках под маркой Mercedes-Benz. Это позволяло продавать автомобили SsangYong без необходимости создавать свою дилерскую сеть, используя сеть Mercedes-Benz.

## Daewoo Musso
Musso также производился для рынка Великобритании с 1995 по 1999 год, когда компания была приобретена Daewoo Motor. Автомобиль был переименован в Daewoo Musso, сохранив большую часть стиля Гринли с заметным изменением, заключающимся в новой передней решетке радиатора, более подходящей к стилю Daewoo. Daewoo Musso также продавался в Германии.
Производство Daewoo Musso закончилось во второй половине 2002 года, за два года до того, как компания General Motors закрыла бренд Daewoo.

## TagAZ Road Partner
С 2008 по 2014 год Musso производился в России на Таганрогском автомобильном заводе, под маркой Tagaz Road Partner. С середины 2009 была доступна версия в кузове пикап под названием Tagaz Road Partner P600. Также в 2009 году провели лёгкий фейслифтинг модели — изменились светотехника, капот и передние крылья. Всё остальное осталось без изменений.

## Musso Sports
Musso Sports серии P100 представляет собой версию пикапа Musso с двойной кабиной , выпускавшуюся с 2002 по 2006 год. Он оснащен двигателем, коробкой передач и пятью сиденьями, разработанными Mercedes-Benz . Более поздние модели также имели вариант с турбодизелем, а также другие варианты, такие как навес, «плавники», дополнительные задние фонари, хромированную отделку и дополнительный ряд колес для выдерживания большего веса.

## Musso Pick-up
Musso Q200, также называемый Rexton Sports ( корейский : 렉스턴 스포츠) в Южной Корее и Тайване, представляет собой пикап , который дебютировал на корейском и мировом рынках на Женевском автосалоне в марте 2018 года. Автомобиль оснащен новой платформой SsangYong с использованием усовершенствованной высокопрочной стали (AHSS), которая используется в SsangYong Rexton второго поколения .
Musso предлагается на выбор с бензиновым турбодвигателем 2,0 л e-XGDI 200T мощностью 225 л.с. или дизельным двигателем 2,2 л e-XDI 220 мощностью 181 л.с., который используется совместно с Rexton и доступен в двухколесном или частично четырехколесном исполнении. водить машину. Он оснащен 6-ступенчатой автоматической коробкой передач AISIN или 6-ступенчатой механической коробкой передач.  Пикап Musso также оснащен пятирычажной подвеской с дополнительной блокировкой дифференциала (LD). В Австралии модель XLV с длинной колесной базой также предлагается с задней рессорной подвеской в базовой модели ELX в стандартной комплектации и в качестве опции в средней комплектации Ultimate. В Великобритании модель с длинной колесной базой известна как Musso Rhino, а название модели на новозеландском рынке используется как верхняя часть комплектации.

### Безопасность
Пикап Musso оснащен шестью подушками безопасности. Он также оснащен интеллектуальной системой безопасности вождения, включая автономную систему экстренного торможения (AEBS), систему обнаружения слепых зон (BSD) и систему оповещения о перекрестном движении сзади (RCTA).  
- Facelift, Вид спереди
- Facelift, Вид сзади